# Brykula
Brykula (ukr. Брикуля) – wieś na Ukrainie, w obwodzie chmielnickim, w rejonie szepetowskim, w hromadzie Łenkiwci. W 2001 liczyła 212 mieszkańców, spośród których 208 wskazało jako ojczysty język ukraiński, a 4 rosyjski.